# Tomi Meglič
Tomi Meglič, slovenski glasbenik, * 28. februar 1977, Ljubljana.
Tomi je pevec, kitarist in glavni tekstopisec skupine Siddharta, v kateri kot bobnar sodeluje tudi Boštjan Meglič, njegov mlajši brat. V mladosti je 6 let tekmoval v smučarskih skokih, 2 leti pa je treniral tudi alpsko smučanje.